# 우라늄-235

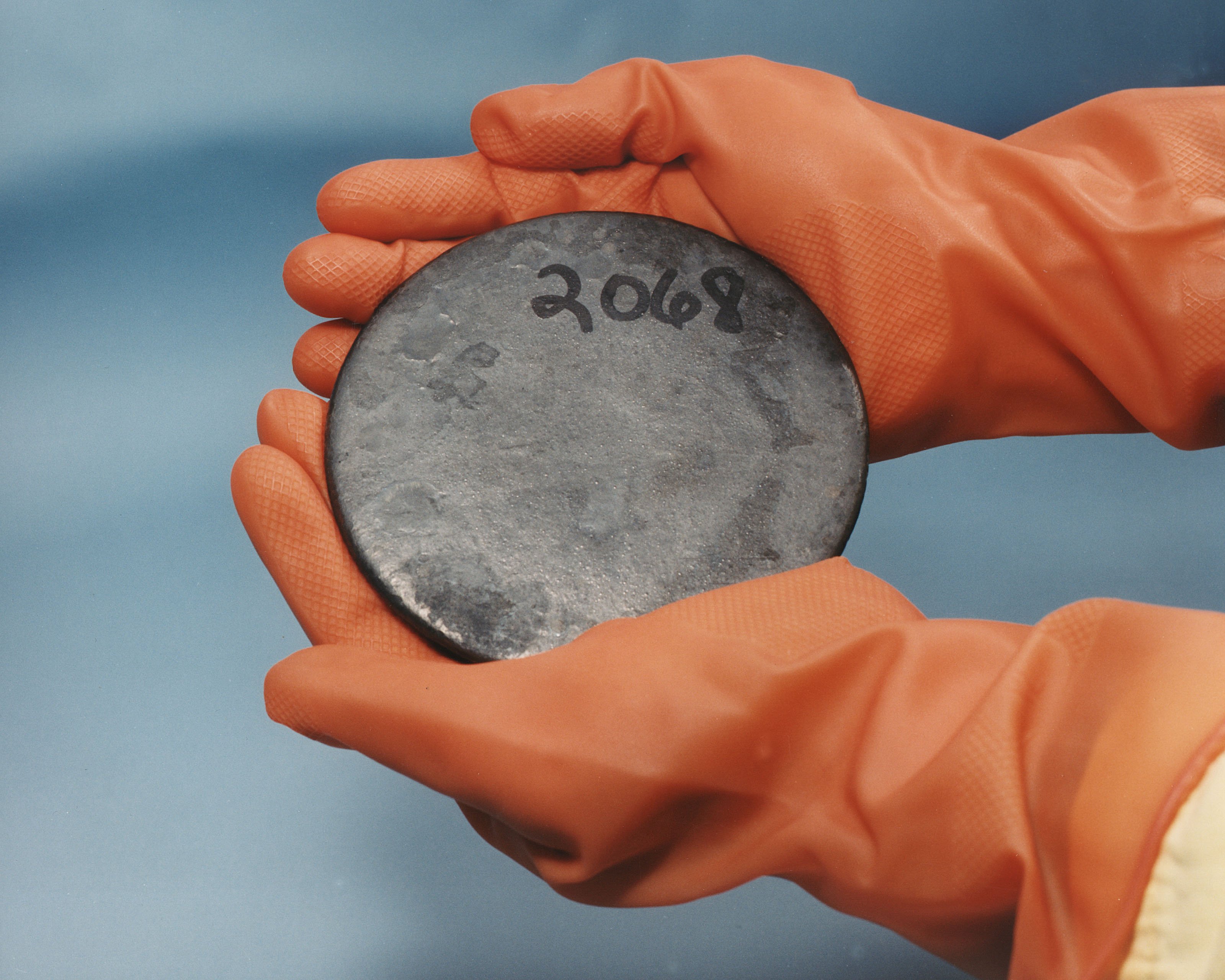

우라늄 - 235는 자연계에 존재하는 우라늄의 방사성 동위 원소이다.
반감기는 7억 380만년이며, 양성자 92개 중성자 143개로 구성되어 있다. 자연계에 존재하는 우라늄의 동위 원소들 중 유일하게 열 중성자 핵분열이 될 수 있는 핵분열성 동위체이다.
우라늄은 지각에는 평균 2.7ppm이 함유되어 있으며 우라늄 - 235는 19.5ppb로 매우 극소량이다. 이정도 극소량이 때문에 우라늄-235는 금의 5배, 은의 4분의 1에 불과한 희귀동위체이다.
우라늄은 섬우라늄광, 역청우라늄광, 인화우라늄광, 카르노타이트 등에 경제성 있는 함유량이 있으며 세계적 품위를 자랑하는 우라늄 광석의 우라늄 함유량이 20만ppm까지 함유되어 있는 것도 존재한다.
이러한 우라늄광에는 우라늄 - 235도 1000~2000ppm이상 함유되어 있어 앞으로도 우라늄-235를 많이 채취할 수 있다.
세계 경제성 있는 우라늄 매장량은 550만톤이며 이 중 우라늄-235도 4만톤 가까이 채취 가능하다.
비경제적이지만 앞으로 경제성 있는 것까지 고려하면 4000만톤의 매장량을 나타내며, 이중 우라늄-235도 30만톤에 가까우므로 우라늄-235는 미래에도 다양하게 이용될 수 있을 것이다.

## 핵연료로써의 이용
핵분열이 되기 때문에 핵연료로 쓰인다. 하지만 자연계에는 0.7204%밖에 존재하지 않기 때문에 농축하게 된다. 일반 경수로에는 4.5%까지 농축하며, 실험용 원자로의 경우, 경우에 따라 10%~60%까지 농축하기도 하며 중수로에는 농축하지 않고 천연연료를 제조해서 집어넣어 사용할 수 있다.
선박용 원자로나 잠수함에는 최대 95%까지 농축하여 사용하기도 하는데 중성자 흡수재인 가돌리늄이나 사마륨을 첨가하여 핵연료를 제조한다.
물론 일반 원자로의 핵연료에도 중성자 흡수재인 가돌리늄, 사마륨, 디스프로슘 등을 첨가하여 펠릿을 제조하는데 잉여 중성자가 넘쳐나서 핵분열이 과도하게 일어나는 것을 막기 위해서이다.
핵연료에는 우라늄 - 238이 많이 있더라도 다음 동위체인 플루토늄 - 239가 중성자를 많이 내며 우라늄 - 235도 열중성자로에서 2.28개의 중성자를 내뿜고 핵분열 효율이 82%에 이르기 때문에 중성자 흡수재를 첨가해야 한다.
이렇게 중성자 흡수재를 첨가하면 제어봉과 펠릿 내부의 흡수재가 중성자를 흡수하여 안정적인 핵분열이 가능하게 된다.

## 핵무기로써의 이용
스스로 핵분열이 되기 때문에 핵무기로써의 이용도 가능하다.
우라늄 - 235의 열중성자의 핵분열 비율은 78~82%이며, 고속중성자(자원중성자)의 핵분열 비율도 66~67%나 되기 때문에 좋은 핵무기로 이용가능하다.
우라늄 - 238과 분리하여 우라늄 - 235를 최소 60% 이상 농축하여야 하며 농축도가 좋아질수록 무기의 위력이 높아진다. 현재 핵무기의 우라늄 - 235의 농축비율은 90~99%의 비율을 보이고 있다.
임계질량은 54kg이지만 중성자 반사재를 이용하면 10kg까지 줄일 수 있다. 하지만 경제성 있는 핵무기를 만들기 위해선 폭발질량을 20kg로 맞추어 놓을 필요가 있다.

## 지구 역사와 우라늄 - 235
초장기 지구 시절대 우라늄 - 235는 지각에 2ppm의 농도로 함유되어 있던 시절이 있었다. 당시 우라늄 - 235는 주석만큼이나 풍부하였다.
하지만 반감기가 우라늄 - 238에 비해 월등히 적기 때문에 급격히 줄어들어 현재는 0.7204%까지 함유량이 줄게 되었다.
당시 우라늄 - 235의 우라늄 광석의 함유 비율은 25%가 넘게 함유되어 있던 적도 있었기 때문에 그 자체로도 핵연료로 이용가능했었다.
또한 우라늄 - 235의 붕괴열은 초기 지구의 내부 지열에 상당히 기여했었다.
지금은 지각에 불과 19.5ppb밖에 함유되어 있지 않아 지구 초기랑 비교시 100분의 1 이상 줄어들었다.
먼 미래에 우라늄 - 235는 거의 사라지고 우라늄 - 238이 광석 내부에 거의 100% 가까이 존재하게 될 것이다.
| 가벼운 핵종 우라늄-234 | 우라늄의 동위 원소 | 무거운 핵종 우라늄-236 |

| 어미핵종: 프로탁티늄-235 넵투늄-235 플루토늄-239 | 우라늄-235의 붕괴 사슬 | 딸핵종: 토륨-231 |